# Aprilia ETX
Le Aprilia ETX sono le motociclette da fuoristrada della casa di Noale, da non confondere con le aprilia RX, in quanto le ETX hanno soluzioni meno esasperate. I modelli sono prodotti nelle cilindrate di 125 (con motore a due tempi), 350 e 600 cm³, con motore a quattro tempi.

## ETX 125
Fu introdotta nel 1984 e prodotta fino al 2001.
Fu dapprima affiancata, poi definitivamente sostituita dalla versione con serbatoio maggiorato denominata Tuareg 125 per buona parte dei mercati.
Si distingue dall'Aprilia RX principalmente per l'assenza della valvola di scarico, difatti viene utilizzato un cilindro senza tale accorgimento, infatti il blocco motore nelle prime versioni (fino al 1988) è della Aprilia STX, la quale utilizza un motore Hiro, mentre nelle versioni più recenti si utilizza un motore Rotax dell'Aprilia RX, ma sprovvisto della valvola di scarico.
Il motore Hiro delle prime versioni è caratterizzato da un sistema di ammissione mista denominato H.I.S. (Hiro Induction System), dove si ha una via di mezzo tra piston port e a valvola lamellare, dove il sistema piston port era centrale (porta principale) mentre le lamelle d'ammissione sono disposte lateralmente (una o due lamelle per lato).

## ETX 350
Fu introdotta nel 1985 e prodotta fino al 1987, con motore a quattro tempi 79,5x70,4 raffreddato ad aria con distribuzione SOHC a quattro valvole cilindro con rapporto di compressione da 9,6:1, capace di una potenza di 19,7 kW a 7.000 rpm, munito di 5 marce, con un serbatoio da 14 litri e pneumatici da 90/90-21 e 130/80-17.

## ETX 600
Non fu mai prodotta. Il prototipo aveva un motore monocilindrico a quattro tempi 94x81 (562 cm³) raffreddato ad aria con distribuzione SOHC a quattro valvole cilindro con rapporto di compressione da 9,4:1, capace di una potenza di 35,8 kW a 6.800 rpm, munito di 5 marce, con un serbatoio da 14 litri e pneumatici da 3.00-21  e 5.10-17.